# Road To The Riches
Road to the Riches – debiutancki album duetu hip-hopowego, w skład którego wchodzili raper Kool G Rap oraz DJ i producent muzyczny DJ Polo, wydany 14 marca 1989 roku nakładem znanej w tamtym czasie wytwórni hip-hopowej Cold Chillin’ Records.
Album jest jednym z pierwszych, a przez wielu uważany za pierwszy z gatunku Mafioso rap. W rzeczywistości, jedynie tytułowy utwór „Road To The Riches” jest jakkolwiek związany ze światem mafii i gangów – opowiada o człowieku wepchniętym w narkotykowy półświatek, z którego nie potrafi się wydostać. Cała reszta albumu jest utrzymana w ogólnej konwencji hip-hopu ze Wschodniego Wybrzeża.
Utwór tytułowy znalazł się w ścieżce dźwiękowej do gry Grand Theft Auto: San Andreas w fikcyjnej stacji radiowej Playback FM.

## Lista utworów
Autorami wszystkich tekstów są Nathaniel Wilson i Marlon Williams. Za produkcję wszystkich utworów odpowiada Marley Marl, za scratche odpowiada DJ Polo.
| Nr  | Tytuł utworu                     | Długość |
| --- | -------------------------------- | ------- |
| 1.  | „Road To The Riches”             | 4:48    |
| 2.  | „It’s a Demo”                    | 4:27    |
| 3.  | „Men at Work”                    | 5:02    |
| 4.  | „Truly Yours”                    | 5:07    |
| 5.  | „Cars”                           | 3:07    |
| 6.  | „Trilogy of Terror”              | 2:40    |
| 7.  | „She Loves Me, She Loves Me Not” | 5:21    |
| 8.  | „Cold Cuts”                      | 3:52    |
| 9.  | „Rhymes I Express”               | 3:47    |
| 10. | „Poison”                         | 4:45    |
| 11. | „Butcher Shop”                   | 3:44    |
|     |                                  | 46:40   |

### Inne
- Wszystkie utwory wykonuje Kool G Rap, z wyjątkiem utworu „Cold Cuts”, którego wykonawcą jest DJ Polo.
- Utwór „Butcher Shop” pojawia się tylko w wersjach na płycie CD[10][11].

### Sample[12]

#### Road To The Riches
- Billy Joel – Stiletto
- Commodores – The Assembly Line

#### It’s a Demo
- Bobby Byrd – I Know You Got Soul

#### Men at Work
- Incredible Bongo Band – Apache
- Boobie Knight & the Universal Lady – The Lovomaniacs

#### Truly Yours
- Kool & the Gang – N.T.
- Timmy Thomas – Sexy Woman
- Boogie Down Productions – Poetry

#### Cars
- Gary Numan – Cars

#### Trilogy of Terror
- Area Code 615 – Stone Fox Chase
- E.U. – Knock Him Out Sugar Ray
- Lyn Collins – Think (About It)
- Kid Dynamite – Uphill Peace of Mind

#### She Loves Me, She Loves Me Not
- Isaac Hayes – Joy
- The Main Ingredient – Everybody Plays the Fool

#### Cold Cuts
- Brother Soul – Cookies
- The Kay-Gees – I Believe in Music
- Dennis Coffey – Ride Sally Ride
- Kool G Rap & DJ Polo – Poison, It’s a Demo, Butcher Shop
- Indeep – Last Night a D.J. Saved My Life

#### Rhymes I Express
- Kraftwerk – Trans-Europe Express, Metal on Metal

#### Poison
- James Brown – Get Up, Get Into It, Get Involved
- Big Daddy Kane i Biz Markie – Just Rhymin’ With Biz

#### Butcher Shop
- Avalanche – Overnight Sensation
- James Brown – Funky Drummer, Introduction
- Kool G Rap & DJ Polo – It’s a Demo

### Reedycja z 2006 roku
Reedycja zawiera kilka dodatkowych utworów i wstawek oraz została podzielna i wydana na dwóch płytach. Podstawowa lista utworów została niezmieniona, z wyjątkiem dodania utworu „Butcher Shop”, który występował wcześniej tylko w wersji na płytach CD wydanych w 1989 roku. Za produkcję wszystkich utworów odpowiada Marley Marl.
| Płyta 1 | Płyta 1      | Płyta 1 |
| Nr      | Tytuł utworu | Długość |
| ------- | ------------ | ------- |

### Inne
- W utworze „Radio Freestyle”, występuje gościnnie Craig G
- W utworze Raw (Demo Version), występuje gościnnie Big Daddy Kane.

| Płyta 2 | Płyta 2                                              | Płyta 2 |
| Nr      | Tytuł utworu                                         | Długość |
| ------- | ---------------------------------------------------- | ------- |
| 1.      | „It’s A Demo (Original 12" Version)”                 | 3:58    |
| 2.      | „I’m Fly (Original 12" Version)”                     | 5:43    |
| 3.      | „Riker’s Island (Original 12" Version)”              | 5:36    |
| 4.      | „Rhyme Tyme (Original 12" Version)”                  | 6:33    |
| 5.      | „Poison (Hip Hop Version)”                           | 5:24    |
| 6.      | „Poison (Dub Version)”                               | 5:41    |
| 7.      | „Poison (Remix)”                                     | 2:29    |
| 8.      | „Men At Work (Extended Version)”                     | 5:21    |
| 9.      | „It’s A Demo (Original 12" Version Instrumental)”    | 3:38    |
| 10.     | „I’m Fly (Original 12" Version Instrumental)”        | 5:31    |
| 11.     | „Riker’s Island (Original 12" Version Instrumental)” | 5:25    |
| 12.     | „Men At Work (Extended Instrumental)”                | 5:05    |
| 13.     | „She Loves Me, She Loves Me Not (Instrumental)”      | 5:25    |
| 14.     | „Men At Work (Acapella)”                             | 2:28    |
|         |                                                      | 1:08:17 |